# Reprezentacja Albanii w piłce wodnej mężczyzn
Reprezentacja Albanii w piłce wodnej mężczyzn – zespół, biorący udział w imieniu Albanii w meczach i sportowych imprezach międzynarodowych w piłce wodnej, powoływany przez selekcjonera, w którym mogą występować wyłącznie zawodnicy posiadający obywatelstwo albańskie. Za jej funkcjonowanie odpowiedzialny jest Albański Związek Pływacki (FSHN), który jest członkiem Międzynarodowej Federacji Pływackiej.

## Historia
Reprezentacja Albanii rozegrała swój pierwszy oficjalny mecz w eliminacjach do Mistrzostw Europy.

## Udział w turniejach międzynarodowych

### Igrzyska olimpijskie
Reprezentacja Albanii żadnego razu nie występowała na Igrzyskach Olimpijskich.

### Mistrzostwa świata
Dotychczas reprezentacji Albanii żadnego razu nie udało się awansować do finałów MŚ.

### Puchar świata
Albania żadnego razu nie uczestniczyła w finałach Pucharu świata.

### Mistrzostwa Europy
Albańskiej drużynie żadnego razu nie udało się zakwalifikować do finałów ME.